# Carlos Morais
Carlos Edilson Alcantara Morais (Luanda, Angola, 16 de octubre de 1985) es un baloncestista angoleño que mide 1.90 m y cuya posición en la cancha es la de base. Juega en el Atlético Petróleos de Luanda de su país natal.
Con la selección angoleña ganó 4 AfroBaskets y fue MVP del torneo en 2013.